# Морнарички истражитељи: Њу Орлеанс (5. сезона)
Пета сезона америчке полицијо-процедуралне драме МЗИС: Нови Орлеанс је емитована од 25. септембра 2018. до 18. маја 2019. године на каналу ЦБС. Сезону је продуцирао Телевизијски студио "ЦБС". Кристофер Силбер је директор серије и извршни продуцент. Ова сезона садржи 100. епизоду.

## Опис
Некар Задеган је унапређена у главну поставу у епизоди "У крви".

## Улоге

### Главне
- Скот Бакула као Двејн Касијус Прајд
- Лукас Блек као Кристофер Ласал
- Ванеса Ферлито као Тами Грегорио
- Некар Задеган као Хана Кури (епизоде 5−24)
- Роб Керкович као Себастијан Ланд
- Дерил „Чил” Мичел као Патон Плејм
- ККХ Паундер као др Лорета Вејд

### Епизодне
- Некар Задеган као Хана Кури (епизоде 2−4)
- Челси Филд као Рита Деверо (епизоде 1, 11 и 24)

## Епизоде
| Бр. у серији | Бр. у сезони | Наслов                       | Редитељ              | Сценариста                     | Премијерно емитовање | Бр. гледалаца (у милионима) |
| --- | ------------ | ---------------------------- | -------------------- | ------------------------------ | -------------------- | --------------------------- |
| 96 | 1            | "Видимо се ускоро"           | Џејмс Хејман         | Кристофер Силбер               | 25. септембар 2018.  | 8.97                        |
| Док се Прајд бори за свој живот на интензивној нези, остатак екипе тражи Амелију Парсонс пре него што она успе да га докрајчи. |              |                              |                      |                                |                      |                             |
| 97 | 2            | "Наопачке"                   | Едвард Орнелас       | Aдам Таргум                    | 2. октобар 2018.     | 7.84                        |
| Екипа лови скупину обучених убица одговорних за довођење бомбе ИРВ-а у Новом Орлеанс. Прајду је понуђено унапређење у надлежног окружног посебног агента и док он то сматра, агенткиња Хана Кури стиже у филијају као Прајдова замена.Прва појава Хане Кури.                                 |              |                              |                      |                                |                      |                             |
| 98 | 3            | "Дипломатски имунитет"       | Гордон Лонсдејл      | Грета Хајнмен и Роб Керкович   | 9. октобар 2018.     | 7.91                        |
| Истрага о убиству заповедника морнарице придруженог међународном сусрету постаје сложена када се кључна фигура у истрази приближила Себастијану. Прајд се прилагођава свом новом положају окружног ГПА-а.                                                                                    |              |                              |                      |                                |                      |                             |
| 99 | 4            | "Наслеђе"                    | Левар Бартон         | Чед Гомез Криси                | 16. октобар 2018.    | 7.20                        |
| Екипа МЗИС-а истражује убиство подофицира који је пронађен испод чамца за пецање шкампи. У међувремену, Прајд помаже Ласејлу у послу његовог покојног оца који Пореска управа истражује због утаје пореза.                                                                                   |              |                              |                      |                                |                      |                             |
| 100 | 5            | "У крви"                     | Џејмс Вајтмор мл.    | Рон Мекги                      | 23. октобар 2018.    | 7.12                        |
| Када је кутија Прајдових успомена из детињства пронађена у сандуку за складиштење где су побијена четворица белаца, истрага води Прајда да се суочи са прошлошћу и открије тајне свог оца.                                                                                                   |              |                              |                      |                                |                      |                             |
| 101 | 6            | "Кило меса"                  | Харт Бохнер          | Талиша Регс                    | 30. октобар 2018.    | 7.56                        |
| Прајд добија вест да је његова помоћница побегла отмичарима па екипа МЗИС-а истражује. Откривају да су отмичара занимали њени органи како би их продао на црном тржишту. У међувремену, Прајд се окреће савезнику да му помогне да се носи са искуством блиске смрти.                        |              |                              |                      |                                |                      |                             |
| 102 | 7            | "Овчари"                     | Мајкл Зинберг        | Брук Робертс                   | 13. новембар 2018.   | 7.58                        |
| екипа истражује бомбашки напад кола у близини Француске четврти који је довео до низа бомбашких напада око Новог Орлеанса. У међувремену, Грегориова открива да Хана има ћерку. |              |                              |                      |                                |                      |                             |
| 103 | 8            | "Близу дома"                 | Тони Вармби          | Кетрин Бити                    | 20. новембар 2018.   | 7.47                        |
| Екипа МЗИС-а ставља доушника у заштитни притвор током истраге убиства. У међувремену, Прајду је потребна помоћ брата како би доушник имао поверење. |              |                              |                      |                                |                      |                             |
| 104 | 9            | "Прорачунат ризик"           | Теса Блејк           | Елизабет Рајнхарт              | 4. децембар 2018.    | 8.33                        |
| Када је морнарички извођач радова тајанствено убијен, екипа започиње истрагу и открива доказе да је жртва деценијама живела два одвојена живота. |              |                              |                      |                                |                      |                             |
| 105 | 10           | "Тик-так (1. део)"           | Стејси К. Блек       | Кристофер Силбер               | 11. децембар 2018.   | 7.76                        |
| Прајда отимају два маскирана мушкараца током јутарњег трчања и присиљавају да обави низ задатака за њих како би спасио Вејдову и свог оца који су заточени. |              |                              |                      |                                |                      |                             |
| 106 | 11           | "Освета (2. део)"            | Џејмс Хејман         | Адам Таргум                    | 15. јануар 2019.     | 7.29                        |
| Након смрти Прајдовог оца, екипа МЗИС-а испитује одговорне људе. Прајд сумња да би бивши агенти обавештајних служби могли бити умешани. |              |                              |                      |                                |                      |                             |
| 107 | 12           | "Очајне супруге војних лица" | Мајкл Зинберг        | Чед Гомез Криси                | 22. јануар 2019.     | 6.70                        |
| Док је била на тајном задатку, Грегориова се придружила друштвеном клубу жена војних лица пошто једну од чланица контактирао бивши дечко, тражени бегунац са ФБИ-јевог списка најтраженијих.                                                                                                 |              |                              |                      |                                |                      |                             |
| 108 | 13           | "Х"                          | Мери Лу Бели         | Грета Хајнмен                  | 12. фебруар 2019.    | 7.16                        |
| Екипа МЗИС-а истражује нестанак биолога који носи смртоносно биолошко оружје након масовне пуцњаве у њиховој лабораторији. У међувремену, Грегориова и Себастијан се препиру око међусобних навика од кад су постали цимери. Такође, Хана се враћа у Нови Орлеанс раније са личног одсуства. |              |                              |                      |                                |                      |                             |
| 109 | 14           | "Теорија завере"             | Теса Блејк           | Рон Мекги                      | 19. фебруар 2019.    | 7.03                        |
| Прајд и његова екипа поново се удружују са новинаром друштвених медија који је радио на свом последњем случају када се за његовог осветника испоставило да је убијен. У међувремену, Хану изненада посећује бивши ортак из ЦИА-е.                                                            |              |                              |                      |                                |                      |                             |
| 110 | 15           | "Менталитет рака"            | Стејси К. Блек       | Брук Робертс                   | 26. фебруар 2019.    | 7.19                        |
| Екипа истражује низ убистава на месном градилишту познатом по стварању посебних хемикалија за морске зидове. У међувремену, Ханина истрага о проналажењу бившег ортака достиже нове висине.                                                                                                  |              |                              |                      |                                |                      |                             |
| 111 | 16           | "Преживели"                  | Џејмс Вајтмор мл.    | Камерон Дупи и Сидни Мичел     | 12. март 2019.       | 6.98                        |
| Хана је принуђена да своју ћерку стави у заштитни притвор пошто је открила да се терориста коме је ушла у траг док је била у ЦИА-и поново појавио и да гања њу и њену породицу. У међувремену, Прајд и остатак екипе истражују где се терориста налази.                                      |              |                              |                      |                                |                      |                             |
| 112 | 17           | "Oбрачун"                    | Гордон Лонсдејл      | Кристофер Силбер и Адам Таргум | 26. март 2019.       | 7.18                        |
| Прајд се враћа у филијалу у Новом Орлеансу пошто је открио да је поново прераспоређен. У међувремену, екипа МЗИС-а истражује нестанак подофицира. |              |                              |                      |                                |                      |                             |
| 113 | 18           | "Испред носа"                | Левар Бартон         | Кетрин Бити                    | 2. април 2019.       | 7.19                        |
| Екипа МЗИС-а истражује убиство Патоновог пријатеља, бившег морнаричког МВК-овца, убијеног у пуцњави из вожње док је он посматрао. |              |                              |                      |                                |                      |                             |
| 114 | 19           | "Подељена кућа"              | Дебора Рајниш        | Грета Хајнмен                  | 9. април 2019.       | 6.69                        |
| Прајд и његова екипа истражују убиство особе из богате породице. Препреке на путу почињу да настају када је заступник породицу почео да прикрива и покушава да смрт прогласи несрећом. |              |                              |                      |                                |                      |                             |
| 115 | 20           | "Премија"                    | Мери Лу Бели         | Талиша Регс                    | 16. април 2019.      | 6.54                        |
| Елвис Бертранд тражи да Прајд докаже невиност његове ћерке када је повезана са случајем убиства који истражује МЗИС. |              |                              |                      |                                |                      |                             |
| 116 | 21           | "Веруј ми"                   | Џон Дервингсон-Пикок | Остин Баџет и Рон Мекги        | 23. април 2019.      | 6.46                        |
| Екипа истражује убиство лекара који је убијен у нечему што је требало да изгледа као несрећа. Грегориова почиње да сумња да би отац једне од жртава могао бити умешан. У међувремену, Ханин муж се поново појављује и тражи Прајдову помоћ око нових података о "Аполону".                   |              |                              |                      |                                |                      |                             |
| 117 | 22           | "Теорија Хаосе"              | Едвард Орнелас       | Брук Робертс                   | 30. април 2019.      | 7.16                        |
| Прајд и његова екипа истражују низ бомбашких напада широм Новог Орлеанса када је у једном побијено више од 5 људи у музеју. |              |                              |                      |                                |                      |                             |
| 118 | 23           | "Река Стикс (1. део)"        | Џејмс Хејман         | Чед Гомез Криси                | 7. мај 2019.         | 6.68                        |
| Време је од суштинске важности када је операција ФБИ-а хватање вође "Аполона" кренула по злу, а Прајд и Ласејл су приморани да спашавају посебног агента ФБИ-ја Ајслера који је заробљен у Јужној Осетији.                                                                                   |              |                              |                      |                                |                      |                             |
| 119 | 24           | "Река Стикс (2. део)"        | Џејмс Вајтмор мл.    | Кристофер Силбер               | 14. мај 2019.        | 6.93                        |
| Хана и остатак екипа се тркају са временом да спасу Прајд од вође "Аполона" и да не открију поверљиве податке. У међувремену, док је држан у заточеништву и дрогиран, Прајд је почео да доживљава приказе у различитим тренуцима и алтернативним временским линијама свог живота.            |              |                              |                      |                                |                      |                             |

## Производња

### Развој
Серија је обновљена за пету сезону 18. априла 2018. са наруџбом од 24 епизоде. Сезона садржи 100. епизоду. Серија је обновљен за шесту сезону 22. априла 2019.

### Избор глумаца
Дана 24. августа 2018. објављено је да ће се Некар Задеган придружити главној постави као посебна агенткиња Хана Кури у новој сезони.

## Емитовање
Пета сезона серије премијерно је приказана на ЦБС-у 25. септембра 2018.